# Coventry City Football Club 2021-2022
Questa voce raccoglie le informazioni riguardanti il Coventry City Football Club nelle competizioni ufficiali della stagione 2021-2022.

## Maglie e sponsor
| Casa | Trasferta | Terza divisa |

Sponsor ufficiale: BoyleSports
Fornitore tecnico: Hummel

## Rosa
Aggiornata al 17 dicembre 2021.
| N. |                        | Ruolo | Calciatore            |
| -- | ---------------------- | ----- | --------------------- |
| 1  | Inghilterra (bandiera) | P     | Simon Moore           |
| 3  | Inghilterra (bandiera) | D     | Jake Clarke-Salter    |
| 4  | Scozia (bandiera)      | D     | Michael Rose          |
| 5  | Inghilterra (bandiera) | D     | Kyle McFadzean        |
| 6  | Scozia (bandiera)      | C     | Liam Kelly (capitano) |
| 7  | Inghilterra (bandiera) | A     | Jodi Jones            |
| 8  | Inghilterra (bandiera) | C     | Jamie Allen           |
| 9  | Inghilterra (bandiera) | A     | Martyn Waghorn        |
| 10 | Inghilterra (bandiera) | C     | Callum O'Hare         |
| 13 | Inghilterra (bandiera) | P     | Ben Wilson            |
| 14 | Inghilterra (bandiera) | C     | Ben Sheaf             |
| 15 | Scozia (bandiera)      | D     | Dominic Hyam          |
| 17 | Svezia (bandiera)      | A     | Viktor Gyökeres       |

| N. |                        | Ruolo | Calciatore     |
| -- | ---------------------- | ----- | -------------- |
| 18 | Paesi Bassi (bandiera) | D     | Ian Maatsen    |
| 20 | Inghilterra (bandiera) | D     | Todd Kane      |
| 22 | Scozia (bandiera)      | D     | Josh Reid      |
| 23 | Inghilterra (bandiera) | D     | Fankaty Dabo   |
| 24 | Inghilterra (bandiera) | A     | Matt Godden    |
| 26 | Irlanda (bandiera)     | C     | Jordan Shipley |
| 27 | Inghilterra (bandiera) | D     | Jake Bidwell   |
| 28 | Inghilterra (bandiera) | C     | Josh Eccles    |
| 29 | Francia (bandiera)     | D     | Julien Dacosta |
| 30 | Portogallo (bandiera)  | A     | Fabio Tavares  |
| 38 | Paesi Bassi (bandiera) | C     | Gustavo Hamer  |
| 41 | Martinica (bandiera)   | C     | Will Bapaga    |